# Cryptotermes longicollis
Cryptotermes longicollis är en termitart som först beskrevs av Banks 1918.  Cryptotermes longicollis ingår i släktet Cryptotermes och familjen Kalotermitidae. Inga underarter finns listade i Catalogue of Life.